# 9. Kongress der Vereinigten Staaten
Der 9. Kongress der Vereinigten Staaten, bestehend aus dem Repräsentantenhaus und dem Senat, war die Legislative der Vereinigten Staaten. Seine Legislaturperiode dauerte vom 4. März 1805 bis zum 4. März 1807. Alle Abgeordneten des Repräsentantenhauses sowie ein Drittel der Senatoren (Klasse II) waren im Jahr 1804 bei den Kongresswahlen gewählt worden. Dabei ergab sich in beiden Kammern eine überwältigende Mehrheit für die Demokratisch-Republikanische Partei. Der Kongress tagte in der amerikanischen Bundeshauptstadt Washington, D.C. Die Vereinigten Staaten bestanden damals aus 17 Bundesstaaten. Präsident war Thomas Jefferson.
Die Sitzverteilung im Repräsentantenhaus basierte auf der Volkszählung von 1800.

## Wichtige Ereignisse
- 4. März 1805: Beginn der Legislaturperiode des 9. Kongresses. Gleichzeitig wird Präsident Jefferson in seine zweite Amtszeit eingeführt.
- 4. Juni 1805: Ende des Amerikanisch-Tripolitanischen Kriegs.
- 30. Juni 1805: Gründung des Michigan-Territoriums.
- 7. November 1805: Die Lewis-und-Clark-Expedition erreicht den Pazifischen Ozean.
- 29. März 1806: Der Bau der ersten Bundesfernstraße wird genehmigt.
- 1806: Noah Webster veröffentlicht sein erstes Wörterbuch (A Compendious Dictionary of the English Language).
- 1806: Bei den Kongresswahlen verteidigt die Demokratisch-Republikanische Partei ihre Mehrheit in beiden Kammern.

## Die wichtigsten Gesetze
In den Sitzungsperioden des 9. Kongresses wurden unter anderem folgende Bundesgesetze verabschiedet (siehe auch: Gesetzgebungsverfahren):
- 29. März 1806: Cumberland Road
- 2. März 1807: Act Prohibiting Importation of Slaves (1807)

## Zusammensetzung nach Parteien

### Senat
- Demokratisch-Republikanische Partei: 27
- Föderalistische Partei: 7
- Sonstige: 0
- Vakant: 0

Gesamt: 34 Stand am Ende der Legislaturperiode

### Repräsentantenhaus
- Demokratisch-Republikanische Partei: 114
- Föderalistische Partei: 28
- Sonstige: 0
- Vakant: 0

Gesamt: 142 Stand am Ende der Legislaturperiode
Außerdem gab es noch drei nicht stimmberechtigte Kongressdelegierte.

## Amtsträger

### Senat
- Präsident des Senats: George Clinton (DR)
- Präsident pro tempore: Samuel Smith (DR)

### Repräsentantenhaus
- Sprecher des Repräsentantenhauses: Nathaniel Macon (DR)

## Senatsmitglieder
Im neunten Kongress vertraten folgende Senatoren ihre jeweiligen Bundesstaaten:
| Connecticut - 1. James Hillhouse (F) - 3. Uriah Tracy (F) Delaware - 1. Samuel White (F) - 2. James A. Bayard (F) Georgia - 2. Abraham Baldwin (DR) - 3. James Jackson (DR) bis 19. März 1806 - John Milledge (DR) ab dem 19. Juni 1806 Kentucky - 2. Buckner Thruston (DR) - 3. John Breckinridge (DR) bis 7. August 1805 - John Adair (DR) 8. November 1805 bis 18. November 1806 - Henry Clay (DR) ab dem 19. November 1806 Maryland - 1. Samuel Smith (DR) - 3. Robert Wright (DR) bis zum 12. November 1806 - Philip Reed (DR) ab dem 25. November 1806 Massachusetts - 1. John Quincy Adams (F) - 2. Timothy Pickering (F) New Hampshire - 2. Nicholas Gilman (DR) - 3. William Plumer (F) New Jersey - 1. John Condit (DR) - 2. Aaron Kitchell (DR) | New York - 1. Samuel Latham Mitchill (DR) - 3. John Smith (DR) North Carolina - 2. James Turner (DR) - 3. David Stone (DR) Ohio - 1. John Smith (DR) - 3. Thomas Worthington (DR) Pennsylvania - 1. Samuel Maclay (DR) - 3. George Logan (DR) Rhode Island - 1. Benjamin Howland (DR) - 2. James Fenner (DR) South Carolina - 2. Thomas Sumter (DR) - 3. John Gaillard (DR) Tennessee - 1 Joseph Anderson (DR) - 2. Daniel Smith (DR) Vermont - 1. Israel Smith (DR) - 3. Stephen R. Bradley (DR) Virginia - 1. Andrew Moore (DR) - 2. William Branch Giles (DR) |

## Mitglieder des Repräsentantenhauses
Folgende Kongressabgeordnete vertraten im neunten Kongress die Interessen ihrer jeweiligen Bundesstaaten:
| Connecticut Alle Abgeordneten wurden staatsweit gewählt. - Samuel W. Dana (F) - John Davenport (F) - Jonathan O. Moseley (F) - Timothy Pitkin (F) seit dem 16. September 1805 - John Cotton Smith (F) bis August 1806 - Theodore Dwight (F) ab dem 1. Dezember 1806 - Lewis B. Sturges (F) - Benjamin Tallmadge (F) Delaware - James M. Broom (F) (Staatsweit gewählt) Georgia Alle Abgeordneten wurden staatsweit gewählt. - Joseph Bryan (DR) bis 1806 - Dennis Smelt (DR) ab dem 1. September 1806 - Peter Early (DR) - David Meriwether (DR) - Cowles Mead (DR) bis zum 24. Dezember 1805 - Thomas Spalding (DR) bis 1806 - William Wyatt Bibb (DR) ab dem 26. Januar 1807 Kentucky Sechs Wahlbezirke - 1. Matthew Lyon (DR) - 2. John Boyle (DR) - 3. Matthew Walton (DR) - 4. Thomas Sandford (DR) - 5. John Fowler (DR) - 6. George M. Bedinger (DR) Maryland Acht Wahlbezirke. Der Fünfte Wahlbezirk stellte zwei Abgeordnete. - 1. John Campbell (F) - 2. Leonard Covington (DR) - 3. Patrick Magruder (DR) - 4. Roger Nelson (DR) - 5. William McCreery (DR) - 5. Nicholas Ruxton Moore (DR) - 6. John Archer (DR) - 7. Joseph Hopper Nicholson (DR) bis zum 1. März 1806 - Edward Lloyd (DR) ab dem 3. Dezember 1806 - 8. Charles Goldsborough (F) Massachusetts Siebzehn Wahlbezirke - 1. Josiah Quincy III (F) - 2. Jacob Crowninshield (DR) - 3. Jeremiah Nelson (DR) - 4. Joseph Bradley Varnum (DR) - 5. William Ely (F) - 6. Samuel Taggart (F) - 7. Joseph Barker (DR) - 8. Isaiah L. Green (DR) - 9. Phanuel Bishop (DR) - 10. Seth Hastings (F) - 11. William Stedman (F) - 12. Barnabas Bidwell (DR) - 13. Ebenezer Seaver (DR) - 14. Richard Cutts (DR) - 15. Peleg Wadsworth (F) - 16. Orchard Cook (DR) - 17 John Chandler (DR) New Hampshire Alle Abgeordneten wurden staatsweit gewählt. - Silas Betton (F) - Caleb Ellis (F) - David Hough (F) - Samuel Tenney (F) - Thomas W. Thompson (F) New Jersey Alle Abgeordneten wurden staatsweit gewählt. - Ezra Darby (DR) - Ebenezer Elmer (DR) - William Helms (DR) - John Lambert (DR) - James Sloan (DR) - Henry Southard (DR) New York Siebzehn Wahlbezirke - 1. Eliphalet Wickes (DR) - 2. Gurdon S. Mumford (DR) - 3. George Clinton Jr. (DR) - 4. Philip Van Cortlandt (DR) - 5. John Blake (DR) - 6. Daniel C. Verplanck (DR) - 7. Martin G. Schuneman (DR) - 8. Henry W. Livingston (F) - 9. Killian K. Van Rensselaer (F) - 10. Josiah Masters (DR) - 11. Peter Sailly (DR) - 12. David Thomas (DR) - 13. Thomas Sammons (DR) - 14. John Russell (DR) - 15. Nathan Williams (DR) - 16. Uri Tracy (DR) - 17. Silas Halsey (DR) | North Carolina Zwölf Wahlbezirke - 1. Thomas Wynns (DR) - 2. Willis Alston (DR) - 3. Thomas Blount (DR) - 4. William Blackledge (DR) - 5. Thomas Kenan (DR) - 6. Nathaniel Macon (DR) - 7. Duncan McFarlan (DR) - 8. Richard Stanford (DR) - 9. Marmaduke Williams (DR) - 10. Nathaniel Alexander (DR) bis November 1805 - Evan Shelby Alexander (DR) ab dem 24. Februar 1806 - 11. James Holland (DR) - 12. Joseph Winston (DR) Ohio - Jeremiah Morrow (DR) staatsweit gewählt Pennsylvania Elf Wahlkreise. Die ersten drei Wahlbezirke stellten drei Abgeordnete, der vierte zwei. Die restlichen je einen. - 1A. Joseph Clay (DR) - 1B. Michael Leib (DR) bis 14. Februar 1806 - John Porter (DR) ab dem 8. Dezember 1806 - 1C. Jacob Richards (DR) - 2A. Robert Brown (DR) - 2B. Frederick Conrad (DR) - 2C. John Pugh (DR) - 3A. Isaac Anderson (DR) - 3B. Christian Lower (DR) bis zum 19. Dezember 1806, danach blieb der Sitz vakant - 3C. John Whitehill (DR) - 4A. David Bard (DR) - 4B. John A. Hanna (DR) bis zum 23. Juli 1805 - Robert Whitehill (DR) ab dem 7. November 1805 - 5. Andrew Gregg (DR) - 6. James Kelly (F) - 7. John Rea (DR) - 8. William Findley (DR) - 9. John Smilie (DR) - 10. John Hamilton (DR) - 11 Samuel Smith (DR) ab dem 7. November 1805 Rhode Island Alle Abgeordneten wurden staatsweit gewählt. - Nehemiah Knight (DR) - Joseph Stanton (DR) South Carolina Acht Wahlbezirke - 1. Robert Marion (DR) - 2. William Butler (DR) - 3. David Rogerson Williams (DR) - 4. O’Brien Smith (DR) - 5. Richard Winn (DR) - 6. Levi Casey (DR) bis zum 3. Februar 1807 danach blieb der Sitz vakant - 7. Thomas Moore (DR) - 8. Elias Earle (DR) Tennessee Alle drei Abgeordnete wurden staatsweit gewählt - John Rhea (DR) - George W. Campbell (DR) - William Dickson (DR) Vermont Vier Wahlkreise - 1. Gideon Olin (DR) - 2. James Elliot (DR) - 3. James Fisk (DR) - 4. Martin Chittenden (F) Virginia 22 Wahlbezirke - 1. John George Jackson (DR) - 2. John Morrow (DR) - 3. John Smith (DR) - 4. David Holmes (DR) - 5. Alexander Wilson (DR) - 6. Abram Trigg (DR) - 7. Joseph Lewis (F) - 8. Walter Jones (DR) - 9. Philip R. Thompson (DR) - 10. John Dawson (DR) - 11. James M. Garnett (DR) - 12. Burwell Bassett (DR) - 13. Christopher H. Clark (DR) bis zum 1. Juli 1806 - William A. Burwell (DR) ab dem 1. Dezember 1806 - 14. Matthew Clay (DR) - 15. John Randolph (DR) - 16. John Wayles Eppes (DR) - 17. Thomas Claiborne (DR) - 18. Peterson Goodwyn (DR) - 19. Edwin Gray (DR) - 20. Thomas Newton (DR) - 21. Thomas Mann Randolph (DR) - 22. John Clopton (DR) |

Nicht stimmberechtigte Mitglieder im Repräsentantenhaus:
- William Lattimore Mississippi-Territorium
- Benjamin Parke Indiana-Territorium ab dem 12. Dezember 1805
- Daniel Clark Orleans-Territorium ab dem 1. Dezember 1806